# Fernán Caballero

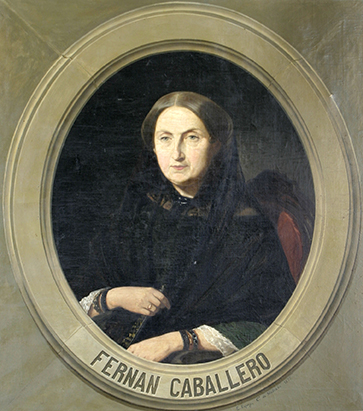
Fernán Caballero, Gemälde von Estanislao Espejo

Cecilia Francisca Josefa Böhl de Faber y Ruiz de Larrea, besser bekannt unter ihrem Pseudonym Fernán Caballero (* 24. Dezember 1796 in Morges (Schweiz); † 7. April 1877 in Sevilla) war eine spanische Schriftstellerin deutsch-spanisch-irischer Herkunft.

## Leben
Cecilia de Faber war die Tochter des deutschen Konsuls und Kaufmanns in Cádiz Johann Nikolaus Böhl von Faber, der ein wichtiger Impulsgeber für die spanische Romantik war, und einer andalusischen Mutter, Frasquita Larrea, deren Mutter aus Irland stammte. Ihre väterlichen Vorfahren waren Kaufleute in Stralsund. Geboren wurde sie während eines Aufenthalts ihrer Eltern in Morges in der Schweiz, erzogen hauptsächlich in Hamburg. Der Vater, der ab 1787 ein Stief- und später auch Adoptivsohn des preußischen Advokaten Martin Jakob Ritter und Edler von Faber war, kaufte 1805 das Gut Görslow bei Leezen in Mecklenburg und ließ sich dort nieder. Die Mutter hingegen zog mit zweien ihrer Töchter nach Cádiz zurück. Cecilia und ihr Bruder Juan Jacobe blieben beim Vater, der 1806 mit dem Reichsadelsstand und dem Namen Böhl von Faber nobilitiert wurde. Sie wurde von einer belgischen Gouvernante und vom Vater erzogen; 1807 kam sie in das von Rosa Maria Assing gegründete Mädchenpensionat in Hamburg-Altona.
Im Jahr 1811 zog die Familie wieder zusammen; Böhl konvertierte zum Katholizismus und übersiedelte nach Cádiz. 1815 besuchte Cecilia Spanien, wo sie 1816 den Infanteriekapitän Antonio Planells y Bardaxí heiratete, mit dem sie nach Puerto Rico ging. Sie war in der Ehe unglücklich. Ihr Mann fiel im folgenden Jahr im Feld. 1822 heiratete die junge und ungewöhnlich gebildete Witwe Francisco Ruiz del Arco, Marqués de Arco Hermoso. Er war Offizier in einem der spanischen Wachregimenter und stammte aus einer begüterten Sevillaner Adelsfamilie. Diesmal wurde die Ehe glücklich, und Cecilia lebte teils in einem Stadtpalais in Sevilla, teils auf der Finca „Dos Hermanas“, wo sie das Landleben studieren konnte.
Beim Tod Arco Hermosos 1835 war sie bereits 39 Jahre alt und fand sich in prekären Umständen wieder, da auch ihr Vater 1836 starb und sie somit als alleinstehende Witwe einen schweren Stand hatte, wirtschaftlich wie gesellschaftlich. 1836 unternahm sie eine Reise nach Paris und lernte dort einen außergewöhnlich attraktiven Mann kennen, den Aristokraten Frederic Cuthbert, der sich in der Figur des Sir George Percy in ihrem Roman Clemencia widergespiegelt findet. Sie verliebte sich in ihn, er aber betrachtete sie nur als ein Abenteuer unter vielen, und sie trennte sich tief enttäuscht.
1837 heiratete sie Antonio Arrom de Ayala, einen um 17 Jahre jüngeren Mann erheblich unter ihrem Stand. Zu dieser Zeit scheint sie bereits an einem Text geschrieben zu haben, den zu publizieren sie aber kein Bedürfnis verspürte. Ihr dritter Mann ermutigte sie auch zum Schreiben und Veröffentlichen. Sie gab 1849 den Roman La Gaviota unter dem Pseudonym „Fernán Caballero“ heraus. Arrom war Konsul in Australien, in verschiedenen Geschäften engagiert und machte dadurch viel Geld. Unglückliche Spekulationen trieben ihn aber 1859 in London in den Suizid. Sie war inzwischen 63 Jahre alt und dachte vorübergehend daran, sich in ein Kloster zurückzuziehen. Sie blieb aber in Sevilla, wo sie in ihrer Schriftstellerei Trost fand und am 7. April 1877 im Alter von 81 Jahren starb.

## Rezeption

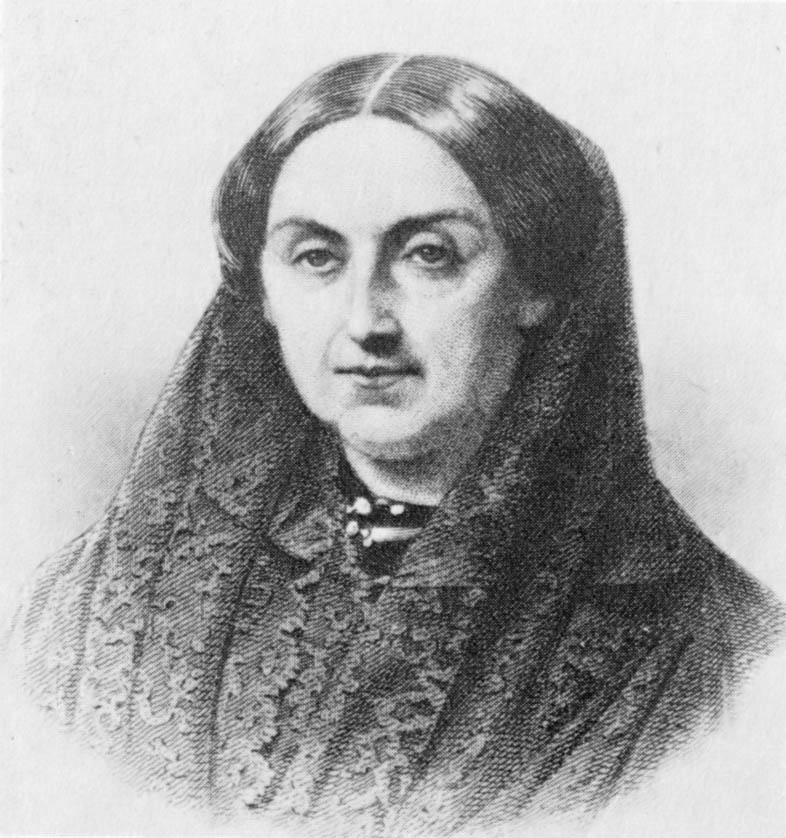
Fernán Caballero

Da Cecilia Böhl de Faber befürchtete, als Autorin nicht ernst genommen zu werden, benutzte sie das Pseudonym Fernán Caballero. Der Name leitet sich von einem Dorf in der Provinz Ciudad Real ab, das wegen eines Verbrechens in den Zeitungen aufgeschienen war.
Ihr gesamtes literarisches Schaffen ist wie das der anderen Costumbristas zwischen Romantik und Realismus einzuordnen. Der spanische Literaturhistoriker Marcelino Menéndez y Pelayo sieht in ihr die Begründerin des modernen spanischen Sittenromans. Der Schriftsteller José Manuel Ruiz Asencio rückt sie sogar in die Nähe von William Shakespeare und Miguel de Cervantes Saavedra.
Meyers Lexikon (5. Auflage, 1893) bezeichnet sie als Schöpferin des modernen realistischen Romans in Spanien, wobei sie jedoch eine streng katholische und extrem konservative Richtung verfolge.
Fernán Caballero hat als erstes so genannte escenas de costumbres (Sittenbilder) mit einer einfachen Romanhandlung verbunden und gilt daher als Begründerin der spanischen novela costumbrista. Sie zeigt stets ein gewisses folkloristisches Interesse für das ländliche Ambiente in Spanien und schildert das idyllische Andalusien gewissermaßen aus der Außenperspektive der erst im Erwachsenenalter dorthin Gezogenen. Gerade deshalb werden ihre Texte aber häufig als Fundgrube für die Dokumentation der damaligen „typisch spanischen“ Sitten und Gebräuche verwendet. Fernán Caballero zeigt im Gegensatz zu späteren spanischen Autorinnen wie etwa Emilia Pardo Bazán keinerlei feministische Ansätze, sondern verstand sich als Hüterin der konservativen katholischen Moral, die Frauen auf ihre „weibliche“ Rolle beschränkt. Sie war puritanisch und bisweilen auch für heutigen Geschmack sehr sentimental. Das Wertvollste an ihren Texten sind die Beschreibungen. Im Übrigen schrieb sie ihre allerersten Werke auf Deutsch.

## Werke (Auswahl)
Erzählungen und Novellen
- Cuadros de costumbres populares andaluzas. Madrid 1852.
- Cuentos y poesías andaluzas. Madrid 1859.
- Promesa de un soldado a la Virgen del Carmen. Imprenta del Establecimiento de Mellado, Madrid 1863.
- Un sermón bajo naranjos. Imprenta del Establecimiento de Mellado, Madrid 1863.
- La farisea; Las dos gracias: novelas originales. 3. Auflage. Centro General de Administración, Madrid 1865.
- La estrella de Vandalia; ¡Pobre dolores! Librería de Miguel Guijarro, Madrid 1880.
- Relaciones. Librería de Miguel Guijarro, Madrid 1880.
- Vulgaridad y nobleza. Librería de Antonio Rubiños, Madrid 1917.

Romane
- Eva F. Florensa (Hrsg.): La gaviota (= Bibliotheca clásica; Band 92). Real Academia Española, Madrid 2019, ISBN 978-84-670-5592-4.
(Die nicht erhaltene Erstfassung wurde 1845 auf Französisch veröffentlicht).
  - Deutsch: Die Möve. Ein spanisches Sittengemälde (= Ausgewählte Werke, Band. 2). Westermann, Braunschweig 1859 (übersetzt von Ludwig Lemcke).
  - Deutsch: Die Möwe. Verlag Max, Breslau 1860 (2 Bände, übersetzt von August Geyder).
  - Deutsch: Die Möwe (= Manesse-Bibliothek der Weltliteratur). Manesse Verlag, Zürich 1973. ISBN 3-7175-1460-1 (übersetzt von Hans Kundert)
  - Deutsch: Die Möwe. Neuausgabe Hofenberg, Berlin 2017, ISBN 978-3-7437-2168-5 (Erster Teil übersetzt von August Geyder, zweiter Teil übersetzt von Ludwig Lemcke).
- Clemencia. Imp. de C. González, Madrid 1852.
  - Deutsch: Clementia. Ein Sitten-Roman. Verlag Max, Breslau 1860 (übersetzt von August Geyder).
- La familia de Alvareda (= Clásicos Castalia; Band 88). Castalia, Madrid 1979.
- Lágrimas. Madrid 1853.
  - Deutsch: Lagrimas. Ein Sittenroman aus heutiger Sicht. Verlag Max, Breslau 1860 (2 Bände, übersetzt von August Geyder).
- Un verano en Bornos. Novela des costumbres. Madrid 1858.
- Un servilón y un liberalito, ó Tres almas de Dios. Imprenta del Establecimiento de Mellado, Madrid 1863.
  - Deutsch: Servil und liberal oder Drei fromme Seelen. Schöningh, Paderborn 1860 (übersetzt von Ludwig Lemcke).
  - Deutsch: Servil und liberal (= Reclams Universal-Bibliothek, Band 1239). Reclam, Leipzig 1879 (übersetzt von Wilhelm Lange)
  - Deutsch: Schloss Wartenweil. Calambac, Saarbrücken 2022 (übersetzt von Ludwig Laistner). ISBN 978-3-943117-22-6
- Una en otra. Novela de costumbres. Librería de Miguel Guijarro, Madrid 1882.
  - Deutsch: Una en otra (= Bibliothek spanischer Schriftsteller; Band 22). Renger, Leipzig 1901 (deutsch-spanisch)

Essays
- El alcázar de Sevilla. Imprenta del Establecimiento de Mellado, Madrid 1863.

Kinder- und Jugendbücher
- Cuentos, oraciones, adivinas y refranes populares e infantiles, El refranero del campo y poesías populares. Sáenz de Jubera, Hermanos, Madrid 1921 (Posthum).
- La mitología contada a los niños e historia de los grandes hombres de la Grecia. 4. Auflage. Librería de Juan y Antonio Bastinos, Barcelona 1888.

Theaterstücke
- Matrimonio bien avenido, la mujer junto al marido. Imprenta del Establecimiento de Mellado, Madrid 1863.

Sonstiges
- Cosa cumplida solo en la otra vida: diálogos entre la juventud y la edad madura. Librería de Miguel Guijarro, Madrid 1881.

Werkausgaben
- Obras completas. Sáenz de Jubera, Madrid 1865–1893. (14 Bände)
- Obras Completas. Ed Hernando, Madrid 1905–1914. (17 Bände)